# Evangeliska Världsalliansen
Evangeliska Världsalliansen, World Evangelical Alliance (WEA) är en världsomspännande evangelikal paraplyorganisation, med säte i Singapore. Den bildades 1951 i London.
WEA består av sju regionala evangelikala allianser och över hundra nationella evangelikala allianser som tillsammans representerar över 400 miljoner kristna. I Sverige ingår Svenska Evangeliska Alliansen med Olof Edsinger som generalsekreterare. Till dess svenska nätverk räknas Evangelisk Luthersk Mission – Bibeltrogna Vänner, Evangeliska Frikyrkan, Frälsningsarmén och Trosrörelsen. I Finland ingår Suomen Evankelinen Allianssi, i Danmark Evangelisk Alliance och i Norge Norsk råd for Misjon og Evangelisering (NORME).
WEA har en kommission för religionsfrihet, med talesman i FN.
Representanter för denna kommission har riktat kritik mot den svenska hetslagstiftningen och IOGT-NTO:s uteslutning av pingstpastorn Åke Green, som man anser står i strid med FN:s deklaration om de mänskliga rättigheterna.

## Regionala allianser
- Association of Evangelicals of Africa
- Europeiska Evangeliska Alliansen
- Asiatiska Evangeliska Alliansen
- Evangelical Association of the Caribbean
- Evangelical Fellowship of the South Pacific
- Latin American Evangelical Fellowship
- National Association of Evangelicals, USA